# 3095 Omarkhayyam
3095 Omarkhayyam este un asteroid din centura principală, descoperit pe 8 septembrie 1980 de Liudmila Juravliova.